# مارك دوس سانتوس
مارك دوس سانتوس هو مدرب كرة قدم ولاعب كرة قدم كندي، ولد في 30 مايو 1977 في مونتريال في كندا. لعب مع نادي بيرا مار.

## وصلات خارجية
- مارك دوس سانتوس على موقع قاعدة بيانات كرة القدم.إي يو (الإنجليزية)
- مارك دوس سانتوس على موقع عالم كرة القدم.نت (الإنجليزية)